# Glen Campbell (Pennsylvanie)
Glen Campbell est un borough situé au nord-est du comté d'Indiana, en Pennsylvanie, aux États-Unis. En 2010, il comptait une population de 245 habitants. Le borough est incorporé le 27 septembre 1894.

## Démographie
Lors du recensement de 2010, le borough comptait une population de 245 habitants. Elle est estimée, en 2019, à 251 habitants.

### Source de la traduction
- (en) Cet article est partiellement ou en totalité issu de l’article de Wikipédia en anglais intitulé « Glen Campbell, Pennsylvania » (voir la liste des auteurs).